# US Super Tour w biegach narciarskich 2010/2011
US Super Tour w biegach narciarskich 2010/2011 – kolejna edycja tego cyklu zawodów, zaliczana do Pucharu Kontynentalnego.

## Kobiety

### Kalendarz i wyniki
| Lp  | Data                                 | Miejscowość                          | Dystans                              | 1. miejsce          | 2. miejsce       | 3. miejsce       |
| --- | ------------------------------------ | ------------------------------------ | ------------------------------------ | ------------------- | ---------------- | ---------------- |
| 1.  | 25 listopada 2010                    | West Yellowstone                     | Sprint s. dowolnym                   | Odwołany            | Odwołany         | Odwołany         |
| 2.  | 25 listopada 2010                    | West Yellowstone                     | Sprint s. klasycznym                 | Odwołany            | Odwołany         | Odwołany         |
| 3.  | 26 listopada 2010                    | West Yellowstone                     | 10 km s. dowolnym                    | Kate Fitzgerald     | Holly Brooks     | Maria Gräfnings  |
| 4.  | 27 listopada 2010                    | West Yellowstone                     | 5 km s. klasycznym                   | Kristina Strandberg | Holly Brooks     | Maria Gräfnings  |
| 5.  | 14 stycznia 2011                     | Lake Placid                          | 5 km s. klasycznym                   | Holly Brooks        | Kate Fitzgerald  | Morgan Smyth     |
| 6.  | 15 stycznia 2011                     | Lake Placid                          | 10 km s. dowolnym                    | Holly Brooks        | Kate Fitzgerald  | Evelyn Dong      |
| 7.  | 22 stycznia 2011                     | Minneapolis                          | 5 km s. dowolnym                     | Caitlin Compton     | Maria Stuber     | Raphaela Sieber  |
| 8.  | 23 stycznia 2011                     | Minneapolis                          | 10 km s. klasycznym                  | Caitlin Compton     | Raphaela Sieber  | Maria Stuber     |
| 9.  | 28 stycznia 2011                     | Houghton                             | Sprint s. klasycznym                 | Odwołany            | Odwołany         | Odwołany         |
| 10. | 29 stycznia 2011                     | Houghton                             | 5 km s. klasycznym                   | Maria Stuber        | Christina Turman | Caitlin Compton  |
| 11. | 30 stycznia 2011                     | Houghton                             | 10 km s. dowolnym                    | Caitlin Compton     | Maria Stuber     | Christina Turman |
| 12. | 12 lutego 2011                       | Aspen                                | 5 km s. klasycznym                   | Joanne Reid         | Terese Andersson | Morgan Smyth     |
| 13. | 13 lutego 2011                       | Aspen                                | 21 km s. dowolnym                    | Maria Gräfnings     | Chelsea Holmes   | Eliska Hájková   |
| 14. | 19 lutego 2011                       | Madison                              | Sprint s. klasycznym                 | Odwołany            | Odwołany         | Odwołany         |
| 15. | 20 lutego 2011                       | Madison                              | 10 km s. dowolnym                    | Odwołany            | Odwołany         | Odwołany         |
| 16. | 18 marca 2011                        | Truckee                              | Sprint s. klasycznym                 | Odwołany            | Odwołany         | Odwołany         |
| 17. | 29 marca 2011                        | Sun Valley                           | 2,5 km s. dowolnym                   | Kikkan Randall      | Holly Brooks     | Jessica Diggins  |
| 18. | 30 marca 2011                        | Sun Valley                           | 10 km s. klasycznym                  | Kikkan Randall      | Jessica Diggins  | Holly Brooks     |
| 19. | 1 kwietnia 2011                      | Sun Valley                           | Sprint s. klasycznym                 | Kikkan Randall      | Ida Sargent      | Chandra Crawford |
| 20. | 2 kwietnia 2011                      | Sun Valley                           | 6 km s. dowolnym                     | Kikkan Randall      | Holly Brooks     | Chelsea Holmes   |
|     | US Super Tour – klasyfikacja końcowa | US Super Tour – klasyfikacja końcowa | US Super Tour – klasyfikacja końcowa | Holly Brooks        | Kate Fitzgerald  | Morgan Smyth     |

### Klasyfikacja generalna
| Lp. | Zawodnik              | Punkty |
| --- | --------------------- | ------ |
| 1.  | Holly Brooks          | 534    |
| 2.  | Kate Fitzgerald       | 359    |
| 3.  | Morgan Smyth          | 352    |
| 4.  | Jessica Diggins       | 348    |
| 5.  | Sadie Maubet Bjornsen | 314    |
| 6.  | Kikkan Randall        | 300    |
| 7.  | Maria Gräfnings       | 268    |
| 8.  | Caitlin Compton       | 255    |
| 9.  | Maria Stuber          | 243    |
| 10. | Chelsea Holmes        | 221    |

## Mężczyźni

### Kalendarz i wyniki
| Lp  | Data                                 | Miejscowość                          | Dystans                              | 1. miejsce           | 2. miejsce             | 3. miejsce           |
| --- | ------------------------------------ | ------------------------------------ | ------------------------------------ | -------------------- | ---------------------- | -------------------- |
| 1.  | 25 listopada 2010                    | West Yellowstone                     | Sprint s. dowolnym                   | Odwołany             | Odwołany               | Odwołany             |
| 2.  | 25 listopada 2010                    | West Yellowstone                     | Sprint s. klasycznym                 | Odwołany             | Odwołany               | Odwołany             |
| 3.  | 26 listopada 2010                    | West Yellowstone                     | 15 km s. dowolnym                    | Tad Elliott          | Lars Flora             | Leif Orin Zimmermann |
| 4.  | 27 listopada 2010                    | West Yellowstone                     | 10 km s. klasycznym                  | Leif Orin Zimmermann | Bart Dengel            | Brian Gregg          |
| 5.  | 14 stycznia 2011                     | Lake Placid                          | 10 km s. klasycznym                  | Lars Flora           | Noah Hoffman           | Scott Patterson      |
| 6.  | 15 stycznia 2011                     | Lake Placid                          | 15 km s. dowolnym                    | Noah Hoffman         | Brian Gregg            | Colin Rodgers        |
| 7.  | 22 stycznia 2011                     | Minneapolis                          | 10 km s. dowolnym                    | Garrott Kuzzy        | Matthew Edward Liebsch | Sylvan Ellefson      |
| 8.  | 23 stycznia 2011                     | Minneapolis                          | 15 km s. klasycznym                  | Garrott Kuzzy        | Chris Cook             | Karl Nygren          |
| 9.  | 28 stycznia 2011                     | Houghton                             | Sprint s. klasycznym                 | Odwołany             | Odwołany               | Odwołany             |
| 10. | 29 stycznia 2011                     | Houghton                             | 10 km s. klasycznym                  | Michael Sinnott      | Garrott Kuzzy          | Santiago Ocariz      |
| 11. | 30 stycznia 2011                     | Houghton                             | 15 km s. dowolnym                    | Garrott Kuzzy        | Brian Gregg            | Santiago Ocariz      |
| 12. | 12 lutego 2011                       | Aspen                                | 10 km s. klasycznym                  | Sylvan Ellefson      | Glenn Randall          | Reid Pletcher        |
| 13. | 13 lutego 2011                       | Aspen                                | 21 km s. dowolnym                    | Sylvan Ellefson      | Glenn Randall          | Leif Orin Zimmermann |
| 14. | 19 lutego 2011                       | Madison                              | Sprint s. klasycznym                 | Odwołany             | Odwołany               | Odwołany             |
| 15. | 20 lutego 2011                       | Madison                              | 10 km s. dowolnym                    | Odwołany             | Odwołany               | Odwołany             |
| 16. | 18 marca 2011                        | Truckee                              | Sprint s. klasycznym                 | Odwołany             | Odwołany               | Odwołany             |
| 17. | 29 marca 2011                        | Sun Valley                           | 3,5 km s. dowolnym                   | Simi Hamilton        | Kris Freeman           | Tad Elliott          |
| 18. | 30 marca 2011                        | Sun Valley                           | 15 km s. klasycznym                  | Kris Freeman         | Drew Goldsack          | Kevin Sandau         |
| 19. | 1 kwietnia 2011                      | Sun Valley                           | Sprint s. klasycznym                 | Andrew Newell        | Simi Hamilton          | Skyler Davis         |
| 20. | 2 kwietnia 2011                      | Sun Valley                           | 6 km s. dowolnym                     | Tad Elliott          | Kris Freeman           | Brian Gregg          |
|     | US Super Tour – klasyfikacja końcowa | US Super Tour – klasyfikacja końcowa | US Super Tour – klasyfikacja końcowa | Lars Flora           | Michael Sinnott        | Brian Gregg          |

### Klasyfikacja generalna
| Lp. | Zawodnik             | Punkty |
| --- | -------------------- | ------ |
| 1.  | Lars Flora           | 433    |
| 2.  | Michael Sinnott      | 369    |
| 3.  | Brian Gregg          | 330    |
| 4.  | Noah Hoffman         | 295    |
| 5.  | Tad Elliott          | 246    |
| 6.  | Garrott Kuzzy        | 244    |
| 7.  | Kris Freeman         | 220    |
| 8.  | Sylvan Ellefson      | 211    |
| 9.  | Leif Orin Zimmermann | 209    |
| 10. | Bryan Cook           | 195    |